# Thomas Cooke (soccer)
Pour les articles homonymes, voir Cooke et Thomas Cooke.
Thomas Joseph Cooke, est un joueur de soccer américain né le 22 août 1885 à Saint-Louis et mort le 15 juillet 1964 à Denver.

## Biographie
Avec l'équipe locale de Saint-Louis la St. Rose Parish, il participe au tournoi olympique de football de 1904. L'équipe remporte la médaille de bronze à l'issue du tournoi. Son frère George est également membre de l'équipe. 
Thomas Cooke joue contre le Galt FC et le Christian Brothers College (en). Lors de ce dernier match, il se casse la jambe et ne joue plus ensuite.
En 1910, il épouse Elsa Beamer puis déménage à Denver. Il est employé de la Denver & Rio Grande Western Railroad en tant que contrôleur adjoint. Après sa retraite, il travaille dans le domaine de la fiducie pour la First National Bank jusqu'en 1961.